# Prêmio Adams
O Prêmio Adams é concedido anualmente pela Faculdade de Matemática da Universidade de Cambridge e pelo St John's College (Cambridge) a um jovem matemático trabalhando no Reino Unido, por pesquisas de primeira linha internacional em ciências matemáticas.
O prêmio é denominado em memória de John Couch Adams, patrocinado por membros do St John's College. Foi aprovado pelo senado da universidade em 1848, para comemorar a descoberta de Adams do planeta Netuno. Destinado inicialmente a graduados de Cambridge, atualmente contempla matemáticos residentes no Reino Unido, com idade inferior a 40 anos. A cada ano as inscrições são feitas mediante convites de matemáticos que trabalham em uma área específica da matemática. Em 2010 seu valor monetário foi de aproximadamente £ 13.500, e o prêmio é concedido em três parcelas. O primeiro terço é dado diretamente ao agraciado, outra terça parte à sua instituição de trabalho, destinada ao financiamento de pesquisas, e a terça parte restante é paga para a publicação de um artigo científico no campo de pesquisas do agraciado em uma revista científica de matemática.
O prêmio já foi concedido a diversos matemáticos de prestígio, incluindo James Clerk Maxwell e William Vallance Douglas Hodge. Contudo, somente em 2002 uma mulher recebeu o prêmio, Susan Howson, professora na Universidade de Nottingham, por seu trabalho sobre teoria dos números e curvas elípticas.

## Agraciados
Lista parcial:
- 1850 Robert Peirson
- 1857 James Clerk Maxwell
- 1865 Edward Walker
- 1882 Joseph John Thomson
- 1871 Isaac Todhunter
- 1877 Edward Routh
- 1893 John Henry Poynting
- 1899 Joseph Larmor e Gilbert Walker
- 1901 Hector Munro Macdonald
- 1907 Ernest William Brown
- 1909 George Adolphus Schott
- 1911 Augustus Edward Hough Love
- 1913 Samuel McLaren e John William Nicholson
- 1915 Geoffrey Ingram Taylor
- 1917 James Hopwood Jeans
- 1919 John William Nicholson
- 1920 William Mitchinson Hicks
- 1922 Joseph Proudman
- 1924 Ralph Howard Fowler
- 1926 Harold Jeffreys
- 1928 Sydney Chapman
- 1930 Abram Samoilovitch Besicovitch
- 1932 Alan Herries Wilson
- 1934 Sydney Goldstein
- 1936 William Vallance Douglas Hodge
- 1940 Harold Davenport
- 1942 Homi Jehangir Bhabha
- 1947 Desmond B. Sawyer[2]
- 1948 John Charles Burkill, Subrahmanyan Chandrasekhar, Walter Kurt Hayman e John MacNaughton Whittake
- 1950 George Batchelor, William Reginald Dean e Leslie Howarth
- 1952 Bernhard Neumann
- 1955 Harold Gordon Eggleston
- 1958 Paul Taunton Matthews, Abdus Salam e John Gerald Taylor
- 1960 Vasant Shankar Huzurbazar e Walter Laws Smith
- 1962 John Robert Ringrose
- 1964 James Gardner Oldroyd e Owen Larkin Phillips
- 1966 Stephen Hawking e Roger Penrose[3]
- 1967 Jayant Narlikar[4]
- 1971 Robert Burridge, Leslie John Walpole e John Raymond Willis
- 1972 Alan Baker, Christopher Hooley e Hugh Montgomery
- 1973 Christopher Hooley
- 1975 John Fitch e David Barton
- 1977 Tim Pedley
- 1981 Michael Edgeworth McIntyre e Brian Kennett[5]
- 1982 Dan Segal
- 1983 Martin John Taylor, Gordon James, Steve Donkin e Aidan Schofield
- 1987 Brian David Ripley
- 1992 Paul Glendinning
- 2001 Sandu Popescu[6]
- 2002 Susan Howson[7]
- 2003 David Hobson[8]
- 2004 Dominic Joyce[9]
- 2005 Mihalis Dafermos e David Stuart
- 2006 Jonathan Sherratt[10]
- 2007 Paul Fearnhead
- 2008 Tom Bridgeland e David Tong[11]
- 2009 Raphaël Rouquier por contribuições à teoria de representação[12]
- 2010 Jacques Vanneste[1]
- 2011 Harald Helfgott e Tom Sanders[13]
- 2012 Sheehan Olver e Françoise Tisseur por contribuições à matemática computacional[14]
- 2013 Ivan Smith
- 2015 Arend Bayer, Thomas Coates[15]
- 2016 Clément Mouhot[16]
- 2017 Graham Cormode e Richard Samworth[17]
- 2018 Claudia de Rham, Gustav Holzegel[18]
- 2019 Heather Harrington, Luitgard Veraart[19]
- 2020 Konstantin Ardakov, Michael Wemyss[20]